# Dark City
Dark City è un film di fantascienza del 1998 scritto e diretto da Alex Proyas e interpretato, fra gli altri, da William Hurt, Rufus Sewell, Kiefer Sutherland e Jennifer Connelly.
È stato presentato fuori concorso al 51º Festival di Cannes.

## Trama
John Murdoch si risveglia nella vasca da bagno di un hotel in preda all'amnesia. Dopo essersi vestito e sistemato, riceve una telefonata da parte del Dottor Schreber, che gli ordina di fuggire immediatamente, perché alcuni uomini lo inseguono. Durante la telefonata, John scopre il cadavere di una donna con degli strani simboli a spirale incisi sulla pelle e un coltello sporco di sangue. Scappa dall'albergo quando arrivano tre sinistri uomini con abiti e cappelli neri, gli Stranieri. Sforzandosi, John si ricorda del proprio nome e ritrova la moglie Emma. Nel frattempo viene braccato anche dall'ispettore Frank Bumstead, dato che viene accusato di aver compiuto una serie di omicidi, che John - per via dell'amnesia - non ricorda. Mentre è perseguito dagli Stranieri, John scopre di possedere poteri psicocinetici come loro, che sfrutta per la sua fuga.
Mentre si muove per le vie della metropoli, che è sempre immersa in un tetro ed inquietante ambiente notturno, John scopre che tutti i cittadini cadono in uno stato comatoso a mezzanotte in punto, l'ora in cui gli Stranieri fermano il tempo e alterano il paesaggio urbano, così come l'identità delle persone e i loro ricordi. John, attraverso indizi in suo possesso e dei confusi flashback, scopre che l'oscura città in cui vive era un tempo un paese costiero chiamato "Shell Beach". I suoi tentativi di uscire dalla metropoli per arrivare a Shell Beach sono ostacolati dalla mancanza di informazioni attendibili dalle persone che incontra sul suo cammino. Nel quartier generale degli Stranieri, questi, indagando sul fatto che un umano possiede i loro stessi poteri, iniettano i veri ricordi di John nella mente di un loro agente, Mister Hand, per poterlo rintracciare ed eliminare.
John si incontra con Bumstead, che riconosce la sua innocenza e ammette di porsi delle domande circa la vera natura della città. I due s'incontrano col dott. Schreber, il quale spiega che gli Stranieri sono in realtà dei parassiti extraterrestri che vivono prendendo possesso dei cadaveri umani. Con la loro coscienza collettiva, gli Stranieri compivano esperimenti umani per analizzare l'individualità di ogni persona, nella speranza che alcune informazioni potessero favorire la sopravvivenza della propria razza. Un'anomalia nel potere degli Stranieri ha svegliato John durante il processo di mezzanotte e gli ha conferito i suoi poteri, nel momento stesso in cui il dott. Schreber gli stava impiantando nuove memorie da assassino. I tre si mettono assieme alla ricerca di Shell Beach, della quale tutto ciò che rimane è solo un cartellone pubblicitario ai margini della città. Frustrato, John sfonda la parete, rivelando un portale per il cosmo. I tre vengono affrontati dagli Stranieri, incluso Mr. Hand, che tiene in ostaggio Emma. Durante la lotta che segue Bumstead, insieme ad alcuni Stranieri, cade nel portale, rivelando che tutta la metropoli è in realtà un'immensa colonia spaziale circondata da un campo di forza.
Gli Stranieri conducono John nel loro quartier generale sotterraneo, dove ordinano a Schreber di imprimergli la propria memoria collettiva, convinti che John contenga la risposta definitiva ai loro esperimenti. Schreber invece li tradisce iniettando nella mente di John falsi ricordi della sua infanzia a Shell Beach, tutti i dati delle macchine degli Stranieri e tutte le abilità dei suoi poteri. John, risvegliatosi, scatena i suoi poteri e affronta il leader degli Stranieri, Mr. Book, riuscendo infine a sconfiggerlo in un furibondo duello che distrugge la base degli Stranieri.
Schreber rivela a John che la vera personalità di Emma è stata distrutta e che non può essere ripristinata. John allora si inoltra nei macchinari appartenuti agli Stranieri e riprogramma l'intera colonia spaziale dandole l'aspetto di Shell Beach. Mentre John si reca alla cittadina incontra un morente Mr. Hand e gli rivela che gli Stranieri hanno cercato nel posto sbagliato, cioè la mente, per capire l'umanità.
John infine giunge alla soleggiata Shell Beach attraversando una porta e incontra al molo Emma, che ora ha assunto la nuova identità di "Anna". I due si mettono a camminare per il paese, iniziando una nuova vita.

## Critica
Bruno Lattanzi e Fabio De Angelis di Fantafilm descrissero così la pellicola:
(Fantafilm)
Per Paolo Mereghetti la sceneggiatura "è ispirata in modo diretto (anche se non dichiarato) al romanzo Tempo fuori luogo di Philip K. Dick", evidenziando "un'iconografia noir tra Metropolis e Batman".

## Premi
- Saturn Award
  - Miglior film di fantascienza (1998) (ex aequo con Armageddon - Giudizio finale)
- Amsterdam Fantastic Film Festival
  - Silver Scream Award ad Alex Proyas
- Premio Bram Stoker
  - Migliore sceneggiatura ad Alex Proyas
- BIFFF 1999
  - Premio Pegaso